# Bharuhana
Bharuhana là một thị trấn thống kê (census town) của quận Mirzapur thuộc bang Uttar Pradesh, Ấn Độ.

## Nhân khẩu
Theo điều tra dân số năm 2001 của Ấn Độ, Bharuhana có dân số 5734 người. Phái nam chiếm 54% tổng số dân và phái nữ chiếm 46%. Bharuhana có tỷ lệ 56% biết đọc biết viết, thấp hơn tỷ lệ trung bình toàn quốc là 59,5%: tỷ lệ cho phái nam là 65%, và tỷ lệ cho phái nữ là 44%. Tại Bharuhana, 15% dân số nhỏ hơn 6 tuổi.